# Ickburgh
Ickburgh è un villaggio e parrocchia civile dell'Inghilterra, appartenente alla contea del Norfolk.